# Yoshimaro Yamashina
Yoshimaro Yamashina (Japans: 山階 芳麿) (voorstad van Tokio 5 juli 1900 – aldaar, 28 januari 1989) was een Japanse ornitholoog. Hij is de oprichter van het Yamashina Instituut voor Ornithologie.

## Biografie
Yamashina was de tweede zoon van Koshaku (Prins) Yamashina Kikumaro. De familie was van adel en verwant aan de Keizer van Japan. Als kind was hij gefascineerd door de vogelwereld. Voor zijn zesde verjaardag kreeg hij een gevulde mandarijneend. Hij kreeg echter een traditionele opleiding, eerst aan een eliteschool en daarna een opleiding aan de keizerlijke militaire academie. Door een herziening van de wet op de keizerlijke begroting van 1889, daalde hij in adellijke status en kreeg op 20 juli 1920 de titel van shishaku (markgraaf) en de militaire rang van luitenant bij de artillerie. In 1929 trok hij zich terug uit het leger om dierkunde te gaan studeren aan de Keizerlijke universiteit van Tokio.
In 1931 studeerde hij af en een jaar later richtte hij het Yamashina Instituut voor Ornithologie op. In zijn eigen woonplaats bij Tokio bracht hij een uitgebreide collectie van zoölogische specimens onder, samen met een bibliotheek met relevante wetenschappelijke literatuur en onderzoekfaciliteiten. Hij specialiseerde zich op de vogels van Azië en Oceanië. Hij deed voor zijn doctoraal proefschrift histologisch onderzoek aan vogels onder auspiciën van de Universiteit van Hokkaido. In 1942 promoveerde hij bij professor Oguma Mamoru op een onderzoek naar steriliteit die door bastaardering wordt veroorzaakt bij een aantal soorten prachtvinken uit de geslachten Lonchura, Erythrura, Euodice en Neochmia. In 1947 verloor hij zijn adellijke titel door wijzigingen in de Japanse grondwet.
Yamashina bleef verder onderzoek doen naar de erfelijkheid (chronosomen) van vogels en DNA-onderzoek naar de taxonomie van de vogels. Zijn instituut verhuisde in 1984 naar Abiko in de prefectuur Chiba.

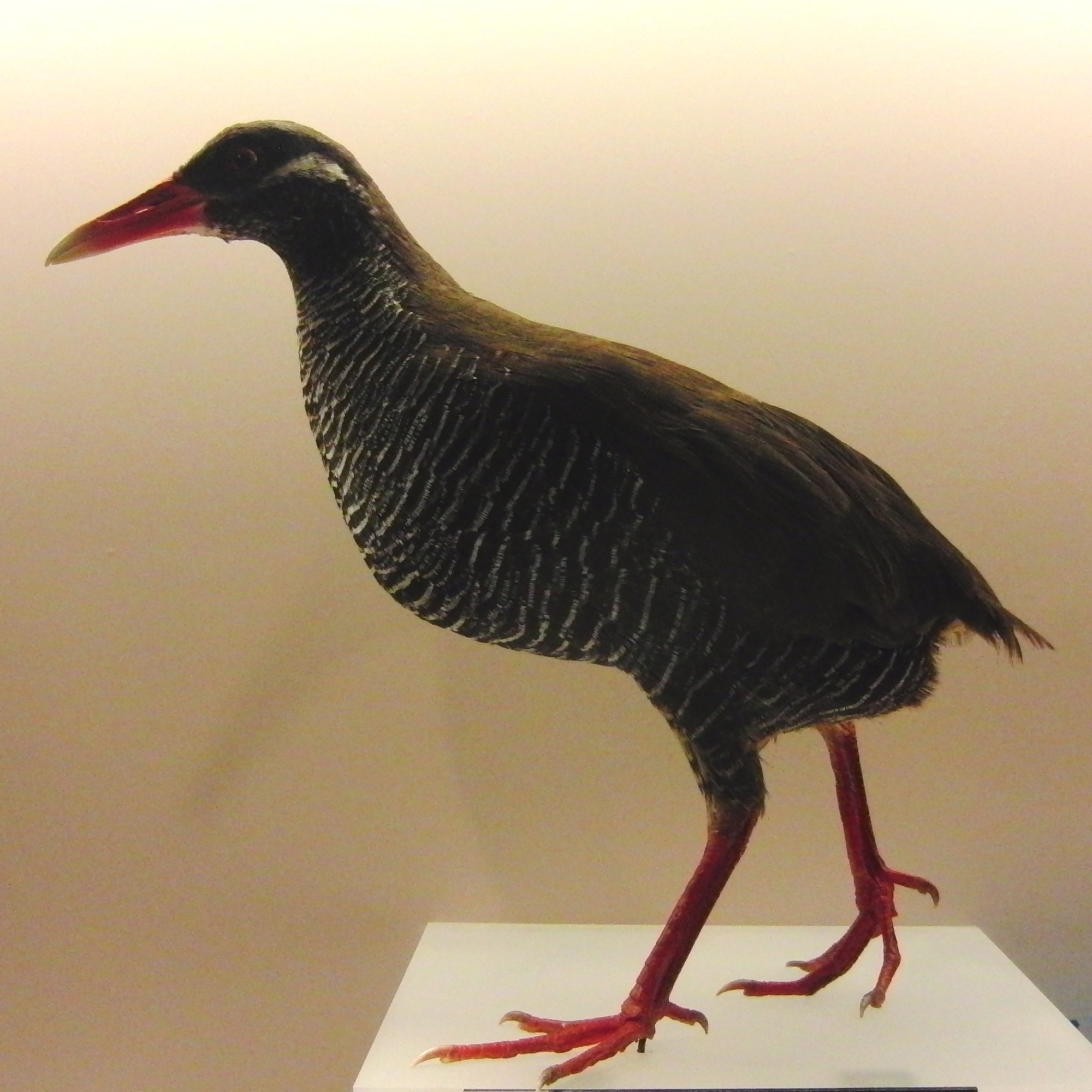
Opgeztte okinawaral, een door Yamashina beschreven vogelsoort

## Nalatenschap
Yamashina publiceerde talrijke artikelen en enkele boeken. Hij was de co-auteur van de Checklist van de vogels van Japan en auteur van het in 1961 verschenen boek Birds in Japan: A Field Guide, dat tot 1982 in 20 edities verscheen. Yamashina is de auteur (vaak samen met een collega) van zes nieuwe vogelsoorten waaronder de okinawaral (Gallirallus okinawae) en de saipankarekiet (Acrocephalus hiwae) en verder nog eens 13 ondersoorten.
Hij ontving diverse prijzen voor zijn wetenschappelijk werk en hij kreeg in 1978 voor zijn bijzondere verdiensten voor het behoud van flora en fauna op aarde de internationale ridderorde Orde van de Gouden Ark (opgericht door Prins Bernhard).

### Publicaties (Selectie)
- The Birds of the Shizuoka Prefecture (1924)
- How to Breed Fancy Birds (1926)
- A natural history of Japanese birds (1933)
- Birds of Japan and their Ecology (1934)
- Handlist of Japanese Birds (1942)
- Bird Calendar (1948)
- Animal Taxonomy based on Cytology (1949)
- Save these birds. The Red Book of Endangered Japanese Birds (1975)
- Birds in Japan: A Field Guide (20 edities gepubliceerd tussen 1961 en  1982)

- CiNii: DA00462389
- Gemeinsame Normdatei: 1024683559
- International Standard Name Identifier: 0000 0004 4460 2097
- Library of Congress Control Number: n83000062
- Bibliotheek van het Japanse parlement: 00094208
- Nationale bibliotheek van Australië: 36224748
- Nederlandse Thesaurus van Auteursnamen: 074933426
- Réseau des bibliothèques de Suisse occidentale: 02-A003990761
- Trove: 1232574
- Virtual International Authority File: 60448923
- WorldCat: E39PBJht4QmkwdgGhKXjj9F3Qq